# Liste der Komponisten/F

## Fa
- Giuseppe Fabbrini (um 1660–1708)
- Johan Adam Faber (1678–1741)
- Johann Christoph Faber (frühes 18. Jahrhundert)
- Rainer Fabich (* 1958)
- Gaetano Fabiani (1841–1904)
- Eduardo Fabini (1882–1950)
- Stefano Fabri (um 1606–1658)
- Werner Fabricius (1633–1679)
- Franco Faccio (1840–1891)
- Giacomo Facco (1676–1753)
- Giancarlo Facchinetti (1936–2017)
- Marco Facoli (um 1540–1585)
- Jean-Luc Fafchamps (1960)
- Gideon Fagan (1904–1980)
- Nicola Fago (1677–1745)
- Vigilio Blasio Faitello (1710–1768)
- Richard Faith (1926–2021)
- Walter Faith (1921–1984)
- Stanislao Falchi (1851–1922)
- Rolande Falcinelli (1920–2006)
- Adam Falckenhagen (1697–1754)
- Andrea Falconieri (1586–1656)
- Juri Falik (1936–2009)
- Leo Fall (1873–1925)
- Richard Fall (1882–1945)
- Manuel de Falla (1876–1946)
- Gabriel Fallamero (* um 1650)
- Richard Faltin (1835–1918)
- Leoš Faltus (1937–2024)
- Michelangelo Falvetti (1642–1692)
- Dimitris Fampas (1921–1996)
- Otto Färber (1902–1987)
- Carlo Farina (um 1600 – um 1640)
- Carlos Fariñas (1934–2002)
- Jean-Baptiste Farinel (1655–1726)
- Michel Farinel (1649–1726)
- Harry Farjeon (1878–1948)
- Ferenc Farkas (1905–2000)
- Giles Farnaby (um 1565–1640)
- David Farquhar (1928–2007)
- Richard Farrant (um 1530 – 1580)
- Daniel Farrant (1575–1671)
- Ernest Farrar (1885–1918)
- Louise Farrenc (1804–1875)
- Alessandro Farruggio (* 1981)
- Arthur Farwell (1872–1952)
- Renato Fasano (1902–1979)
- Carl Friedrich Fasch (1736–1800)
- Johann Friedrich Fasch (1688–1758)
- Francesco Fasoli († 1712)
- Giovanni Battista Fasolo (um 1598 – vor 1680)
- Auguste Fauchard (1881–1957)
- Gabriel Fauré (1845–1924)
- Antoine Favre (um 1670 – um 1739)
- Jean-Baptiste Favory (* 1967)
- Robert Fayrfax (1464–1521)

## Fe
- Joseph Paris Feckler (1666–1735)
- Reinhard Febel (* 1952)
- Innocenzo Fede (um 1660–um 1732)
- Ivan Fedele (* 1953)
- Carlo Fedeli (um 1622–1685)
- Giuseppe Fedeli (um 1680–1733)
- Ruggiero Fedeli (um 1655–1722)
- Samuil Feinberg (1890–1962)
- Richard Felciano (* 1930)
- Jindřich Feld (1925–2007)
- Éric Feldbusch (1922–2007)
- Jan Felderhof (1907–2006)
- Barbara Monk Feldman (* 1953)
- Ludovic Feldman (1893–1987)
- Morton Feldman (1926–1987)
- Alessandro Felici (1742–1772)
- Bartolomeo Felici (1695–1776)
- Václav Felix (1928–2008)
- Vittorio Fellegara (1927–2011)
- Fedele Fenaroli (1730–1818)
- Victor Fenigstein (1924–2022)
- Francesco Feo (1691–1761)
- Wladimir Fere (1902–1971)
- Oto Ferenczy (1921–2000)
- Pedro Fernández de Castilleja (um 1485–1574)
- José Ferrer (1835–1916)
- Josè Ferrer Beltrán (um 1745–1815)
- Howard Ferguson (1908–1999)
- Erik Ferling (1733–1808)
- Armando José Fernandes (1906–1983)
- Gaspar Fernandes (1566–1629)
- Oscar Lorenzo Fernández (1897–1948)
- Sergio Fernández (* 1946)
- Evaristo Fernández Blanco (1902–1993)
- Manuel Fernández Caballero (1835–1906)
- Brian Ferneyhough (* 1943)
- John Fernström (1897–1961)
- Alfonso Ferrabosco der Ältere (1543–1588)
- Alfonso Ferrabosco der Jüngere (um 1572–1628)
- Domenico Ferrabosco (1513–1574)
- Matthia Ferrabosco (1550–1616)
- Giovanni Battista Ferrandini (1710–1791)
- Benedetto Ferrari (1603–1681)
- Domenico Ferrari (1722–1780)
- Giacomo Gotifredo Ferrari (1763–1842)
- Jacopo Ferrari (1763–1842)
- Luc Ferrari (1929–2005)
- Luigi Ferrari Trecate (1884–1964)
- Léo Ferré (1916–1993)
- José Ferrer (1835–1916)
- Lorenzo Ferrero (* 1951)
- Giovanni Ferretti (um 1540–nach 1609)
- Marco Antonio Ferro (nach 1600–1662)
- Lodovico Ferronati (um 1680–1767)
- Pierre Octave Ferroud (1900–1936)
- Charles-Francois-Gregoire de la Ferté (um 1700)
- Andreas Fervers (* 1957)
- Alexander Fesca (1820–1849)
- Friedrich Ernst Fesca (1789–1826)
- Willem de Fesch (1687–1761)
- Costanzo Festa (um 1480–1545)
- Michael Christian Festing (1705–1752)
- Antoine de Févin (* um 1470–1512)
- Pierre Février (1696–1760)
- François-Joseph Fétis (1784–1871)

## Fi
- George Fiala (1922–2017)
- Joseph Fiala (1748–1816)
- Petr Fiala (* 1943)
- Zdeněk Fibich (1850–1900)
- Jacobo Ficher (1896–1978)
- Arthur Fickenscher (1871–1954)
- Byron Fidetzis (* 1945)
- Kurt Fiebig (1908–1988)
- John Field (1782–1837)
- Alexander von Fielitz (1860–1930)
- Viliam Figuš-Bystrý (1875–1937)
- Carlo Filago (1589–1644)
- Gaspare Filippi (um 1590–1655)
- Anton Fils (1733–1760)
- Carl Filtsch (1830–1845)
- Heinrich Finck (1444 oder 1445 bis 1527)
- Herman Finck (1872–1939)
- Hermann Finck (um 1495–1558)
- Theodor Albin Findeisen (1881–1936)
- Irving Fine (1914–1962)
- Vivian Fine (1913–2000)
- Joshua Fineberg (* 1969)
- Edward Finch (1663–1738)
- Siegfried Fink (1928–2006)
- Gottfried Finger (um 1660–1730)
- Reinhold Finkbeiner (1929–2010)
- Fidelio F. Finke (1891–1968)
- Ross Lee Finney (1906–1997)
- Michael Finnissy (* 1946)
- Gerald Finzi (1901–1956)
- Joseph-Hector Fiocco (1703–1741)
- Valentino Fioravanti (1764–1837)
- Vincenzo Fioravanti (1799–1877)
- Angelo Maria Fiorè (1660–1723)
- Andrea Stefano Fiorè (1686–1732)
- Carlo Fiorelli († um 1790)
- Nicola Fiorenza (um 1700–1764)
- Ignazio Fiorillo (1715–1787)
- Federigo Fiorillo (1755–nach 1823)
- Giovanni Andrea Fioroni (1716–1778)
- Ippolito Fiorini (um 1549–1621)
- Ertuğrul Oğuz Fırat (1923–2014)
- Jelena Firsowa (* 1950)
- Ernst Fischer (1900–1975)
- Irwin Fischer (1903–1977)
- Jan Frank Fischer (1921–2006)
- Johann Fischer (1646 bis um 1716)
- Johann Caspar Ferdinand Fischer (um 1665–1746)
- Johann Christian Fischer (1733–1800)
- Gerhard Fischer-Münster (* 1952)
- Martin Fischer (* 1955)
- Domenico Fischietti (um 1725–1810)
- Luboš Fišer (1935–1999)
- Alfred Fisher (1942–2016)
- Grzegorz Fitelberg (1879–1953)
- Jerzy Fitelberg (1903–1951)
- Joseph Fitzmartin (* 1943)

## Fl
- Giovanni Pietro Flaccomio (≈1565–1617)
- William Flackton (1709–1798)
- Anton Fladt (1775–1850)
- Nicolas Flagello (1928–1994)
- Édouard Flament (1880–1958)
- Ernst Helmuth Flammer (* 1949)
- William Flanagan (1923–1969)
- Alexandru Flechtenmacher (1823–1898)
- Friedrich Gottlob Fleischer (1722–1806)
- Tsippi Fleischer (* 1946)
- Aloys Fleischmann (1880–1964)
- Aloys Fleischmann (1910–1992)
- Benjamin Fleischmann (1913–1941)
- Johann Friedrich Anton Fleischmann (1766–1798)
- Kjell Flem (* 1943)
- Robert Fleming (1921–1976)
- Reinhard David Flender (* 1953)
- Grant Fletcher (1913–2002)
- Percy Fletcher (1879–1932)
- André Fleury (1903–1995)
- Karl Flodin (1858–1925)
- Philip Flood (* 1964)
- Étienne-Joseph Floquet (1748–1785)
- Christian Flor (1626–1697)
- Jean-Louis Florentz (1947–2004)
- Pietro Floridia (1860–1932)
- R. Florido (≈1600–≈1672)
- Francesco Florimo (1800–1888)
- Eucharius Florschütz (1756–1831)
- Oldřich Flosman (1925–1998)
- Marius Flothuis (1914–2001)
- Friedrich von Flotow (1812–1883)
- Carlisle Floyd (1926–2021)
- Gustav Flügel (1812–1900)
- Ernst Flügel (1844–1912)
- Richard Flury (1896–1967)
- Urs Joseph Flury (* 1941)

## Fo
- Bernard Foccroulle (* 1953)
- Fré Focke (1910–1989)
- Hendrik Focking (1747–1796)
- Carel Anton Fodor (1768–1846)
- Josef Bohuslav Foerster (1859–1951)
- Francesco Foggia (1604–1688)
- Giacomo Fogliano (1468–1548)
- Lodovico Fogliano (? – um 1538)
- Daniel Charles Foley (* 1952)
- Gerhard Folkerts (* 1944)
- Zdeněk Folprecht (1900–1961)
- Jewstignej Fomin (1761–1800)
- Jacques Foncès (1744–1813)
- Bjørn Fongaard (1919–1980)
- Julio Fonseca (1885–1950)
- Giovanni Battista Fontana (1589–1630)
- Julian Fontana (1810–1869)
- Alfonso Fontanelli (1557–1622)
- Lodovico Fontanelli (um 1682–1748)
- Niccolò Fontei (um 1600–1647)
- Jacqueline Fontyn (* 1930)
- Arthur Foote (1853–1937)
- Francis Forcer (um 1650 bis um 1704)
- Andrew Ford (* 1957)
- Thomas Ford (um 1580–1648)
- Erik Fordell (1917–1981)
- Jean Kurt Forest (1909–1975)
- Silvio Foretić (* 1940)
- Johann Nikolaus Forkel (1749–1818)
- Nicolas Formé (1567–1638)
- Aloys Fornerod (1890–1965)
- Antoine Forqueray (1672–1745)
- Roland Forsberg (* 1939)
- John Väinö Forsman (* 1924)
- Christoph Förster (1693–1745)
- Kaspar Förster (1616–1673)
- Emanuel Aloys Förster (1748–1823)
- Karl Förster (1890–1952)
- Georg Forster (um 1510–1568)
- Walter von Forster (1915–2002)
- Alfons Forstpointner (1929–2020)
- Malcolm Forsyth (1936–2011)
- Wolfgang Fortner (1907–1987)
- Johann Philipp Förtsch (1652–1732)
- Wolfgang Förtsch (~1675–1743)
- Gian Francesco Fortunati (1746–1821)
- Giovanni Paolo Foscarini (um 1627–1647)
- Lukas Foss (1922–2009)
- Nils-Eric Fougstedt (1910–1961)
- Patrice Fouillaud (* 1949)
- John Foulds (1880–1939)
- David Foulis (1710–1773)
- Jennifer Fowler (* 1939)
- Donal Fox (* 1952)

## Fr
- Luis Fraca Royo (* 1929)
- Luigi Fracassini (1733–1796)
- Jean Françaix (1912–1997)
- Petronio Franceschini (1651–1680)
- Francesco da Milano (1497–1543)
- Luca Francesconi (* 1956)
- Alberto Franchetti (1860–1942)
- Auguste Franchomme (1808–1884)
- Carlo Franci (1927–2019)
- Antoine Francisque (um 1570–1605)
- Giovan Pietro Franchi (1651–1731)
- César Franck (1822–1890)
- Eduard Franck (1817–1893)
- Johann Wolfgang Franck (1644–1710?)
- Joseph Franck (1825–1891)
- Melchior Franck (um 1580–1639)
- Richard Franck (1858–1938)
- Clemens von Franckenstein (1875–1942)
- François Francoeur (1698–1787)
- Louis-Joseph Francoeur (1738–1804)
- Christian Frank (* 1968)
- Bernd Franke (* 1959)
- Benjamin Frankel (1906–1973)
- Wim Franken (1922–2012)
- Joep Franssens (* 1955)
- Robert Franz (1815–1892)
- Olov Franzén (* 1946)
- Ferdinand Fränzl (1767–1833)
- Ignaz Fränzl (1736–1811)
- Amante Franzoni (1605–1630)
- Harold Fraser-Simson (1872–1944)
- Vito Frazzi (1888–1975)
- Johann Georg Frech (1790–1864)
- Amadio Freddi (1570–1634)
- Henning Frederichs (1936–2003)
- Lafayette Fredrikson (* 1970)
- Isadore Freed (1900–1960)
- Harry Freedman (1922–2005)
- Peter Freiheit (1940–2001)
- Jean-Pierre Freillon-Poncein (um 1655 bis um 1720)
- Johann Balthasar Christian Freislich (1687–1764)
- Maximilian Dietrich Freislich (1673–1731)
- Frederico de Freitas (1902–1980)
- Luís de Freitas Branco (1890–1955)
- Henri Frémart (um 1580 bis um 1646)
- Marcel Frémiot (1920–2018)
- Franz Xaver Frenzel (* 1945)
- Girolamo Frescobaldi (1583–1643)
- Henry Fresneau (fl. 1538–1554)
- Tibor Frešo (1918–1987)
- Benjamin Frey (* 1986)
- Emil Frey (1889–1946)
- Jürg Frey (* 1953)
- Martin Frey (1872–1946)
- Michael Clemens Frey (* 1965)
- Krešimir Fribec (1908–1996)
- Peter Racine Fricker (1920–1990)
- Géza Frid (1904–1989)
- Daniel Friderici (1584–1638)
- Ruben Fridolfson (1933–1997)
- Rikhardur H. Fridriksson (* 1960)
- Alessandro Fridzeri (1741–1825)
- Alexej Fried (1922–2011)
- Oscar Fried (1871–1941)
- Ignaz Friedman (1882–1948)
- Friedrich II. von Preußen (1712–1786)
- Günter Friedrichs (* 1935)
- Witold Friemann (1889–1977)
- Albin Fries (* 1955)
- Karl Frießnegg (1900–1981)
- Pehr Frigel (1750–1842)
- Rudolf Friml (1879–1972)
- Hans Eugen Frischknecht (* 1939)
- Johannes Fritsch (1941–2010)
- Kaspar Fritz (1716–1783)
- Johann Jakob Froberger (1616–1667)
- Friedrich Theodor Fröhlich (1803–1836)
- Johannes Frederik Frøhlich (1806–1860)
- Joseph Fröhlich (1780–1862)
- Pierre Froidebise (1914–1962)
- Stephan Froleyks (* 1962)
- Igor Alexandrovich Frolov (1937–2013)
- Markian Frolow (1892–1944)
- Herbert Fromm (1905–1995)
- Ilse Fromm-Michaels (1888–1986)
- Gerhard Frommel (1906–1984)
- Giuseppe Frugatta (1860–1933)
- Huldreich Georg Früh (1903–1945)
- Carl Frühling (1868–1937)
- Gunnar de Frumerie (1908–1987)
- William Henry Fry (1813–1864)
- Walter Frye (nachweisbar um 1450–1475)
- Harald Fryklöf (1882–1919)

## Fu
- Albert Fuchs (1858–1910)
- Georg Friedrich Fuchs (1752–1821)
- Johann Leopold Fuchs (1785–1853)
- Kenneth Fuchs (* 1956)
- Reinhard Fuchs (* 1974)
- Robert Fuchs (1847–1927)
- Theodor Fuchs (1873–1953)
- Julius Fučik (1872–1916)
- Miguel de Fuenllana (um 1500 –  um 1579)
- Joachim Fuetsch (1766–1852)
- Sandro Fuga (1906–1994)
- Georg Leopold Fuhrmann (1578–1616)
- Robert Führer (1807–1861)
- Keiko Fujiie (* 1963)
- Masanori Fujita (1946–2009)
- Kazuo Fukushima (1930–2023)
- Anis Fuleihan (1900–1970)
- Norman Fulton (1909–1980)
- Adolfo Fumagalli (1828–1856)
- Carlo Fumagalli (1822–1907)
- Disma Fumagalli (1826–1893)
- Luca Fumagalli (1837–1908)
- Polibio Fumagalli (1830–1900)
- Dynam-Victor Fumet (1867–1949)
- Raphaël Fumet (1898–1979)
- David Funck (1648–1701)
- Friedrich Funcke (1642–1699)
- Johann Wilhelm Furchheim (um 1635–1682)
- Arthur Furer (1924–2013)
- Bonaventura Furlanetto (1738–1817)
- Gaetano Furloni (um 1700)
- Giovanni Furno (1748–1837)
- Beat Furrer (* 1954)
- Paul Walter Fürst (1926–2013)
- Anton Bernhard Fürstenau (1792–1852)
- Kaspar Fürstenau (1772–1819)
- Robert Fürstenthal (1920–2016)
- Wilhelm Furtwängler (1886–1954)
- Giovanni Fusco (1906–1968)
- Werner Fussan (1912–1986)
- Karl Heinz Füssl (1924–1992)
- János Fusz (1777–1819)
- Carl Futterer (1873–1927)
- Johann Joseph Fux (1660–1741)